# László Székely (Architekt)

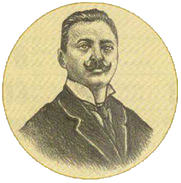
László Székely

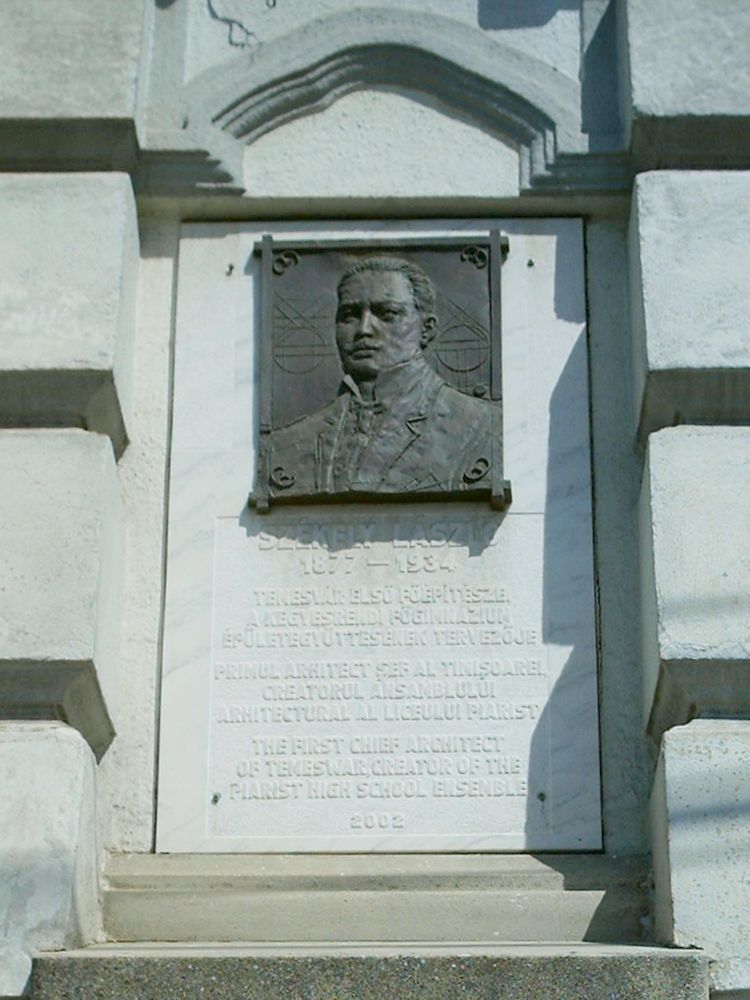
Gedenktafel für László Székely am Piaristen-Gymnasium in Timișoara

László Székely (* 3. August 1877 in Nagyszalonta, Ungarn; † 23. Januar 1934 in Timișoara, Rumänien) war ein ungarischer Architekt.

## Leben
Nach seiner Schulausbildung in seiner Heimatstadt Salonta ging Székely nach Budapest, wo er sein Architekturstudium an der Technischen und Wirtschaftswissenschaftlichen Universität absolvierte. Dort fand er in Alajos Hauszmann einen Mentor. Nach Abschluss seines Studiums erhielt er ein Stipendium in Italien.
Nach seiner Rückkehr arbeitete er für Czigler Győzőunui, einen der führenden Architekten Budapests seiner Zeit. Székely wurde unter dem Bürgermeister des damaligen Temesvár, Karoly Telbisz, für die neu geschaffene Position des Leitenden Architekten empfohlen. So vertrauten ihm die Behörden 1903 den Bau des modernen Schlachthofes Abator Comunal als seinen ersten Auftrag an. Im Laufe seiner Karriere entwarf und erbaute er eine Reihe von weiteren bekannten Gebäuden in Timișoara, darunter Kommunalgebäude, Fabriken, Wohnhäuser und Villen.
Székely arbeitete für annähernd zwei Jahrzehnte in der Stadt. Gleichzeitig führte er sein eigenes Architekturbüro, welches für private und religiöse Gemeinden sowohl in Timișoara als auch in anderen Orten der Österreichisch-Ungarischen Monarchie tätig war. Die von ihm ausgeführten Bauten trugen vorwiegend eklektizistische Stilzüge, reich an Elementen aus dem Barock und dem Jugendstil wie der Wiener Secession.

## Bauwerke
| | |
| In Timișoara: - Abator Comunal, Schlachthof - Baia Publică Neptun, Öffentliches Schwimmbad Neptun - Allgemeine Ungarische Kreditbank (Banca Generală Maghiară de Credit) an der Piața Libertății - Orthodoxe Kirche in der Fabrikstadt (Biserica ortodoxă română din Fabric) - Handelskammer-Palais (Camera de Comerț și Industrie) - Haus Brück (Casa Brück) - Haus Emmer (Casa Emmer) - Fabrica de Ciorapi - Hotel Timișoara - Piaristengymnasium (Liceul Piarist) - Piaristenkirche Heiliges Kreuz (Biserica Ordinului Călugărilor Piaristi „Înălțarea Sfintei Cruci“) - Silvic-Gymnasium (Liceul Silvic), 1908. - Statue der Heiligen Maria (Statuia Sfânta Maria) auf der Piața Sfânta Maria - Palais Dauerbach (Palatul Dauerbach) - Palatul Fondului Azilului Orășenesc am Piața Traian, 1908 - Palais Hilt & Vogel (Palatul Hilt & Vogel) - Palais Neuhaus (Palatul Neuhausz) - Palais Weiss (Palatul Weiss) - Palais Széchényi (Palatul Szechenyi) - Podul Decebal, die Decebal-Brücke, 1909 - Wasserkraftwerk Timișoara (Uzina de apă), 1910 | In anderen Städten: - Rathaus in Salonta - Höhere Schule in Salonta - Serbisch-Orthodoxe Episkopalkirche in Vršac - Schlachthof in Zrenjanin - Trikotagenfabrik in Gyula |

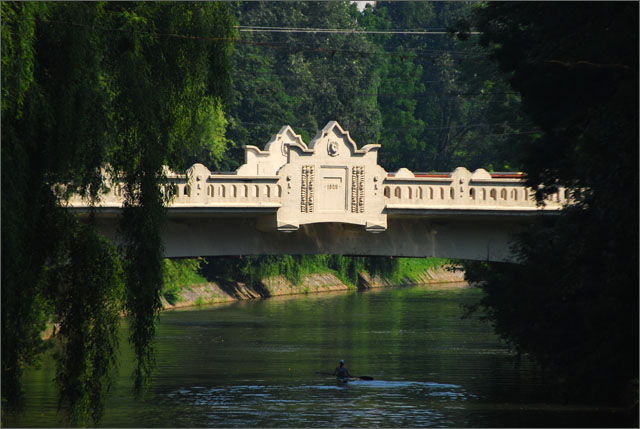
Podul Decebal, Sicht von der Bega
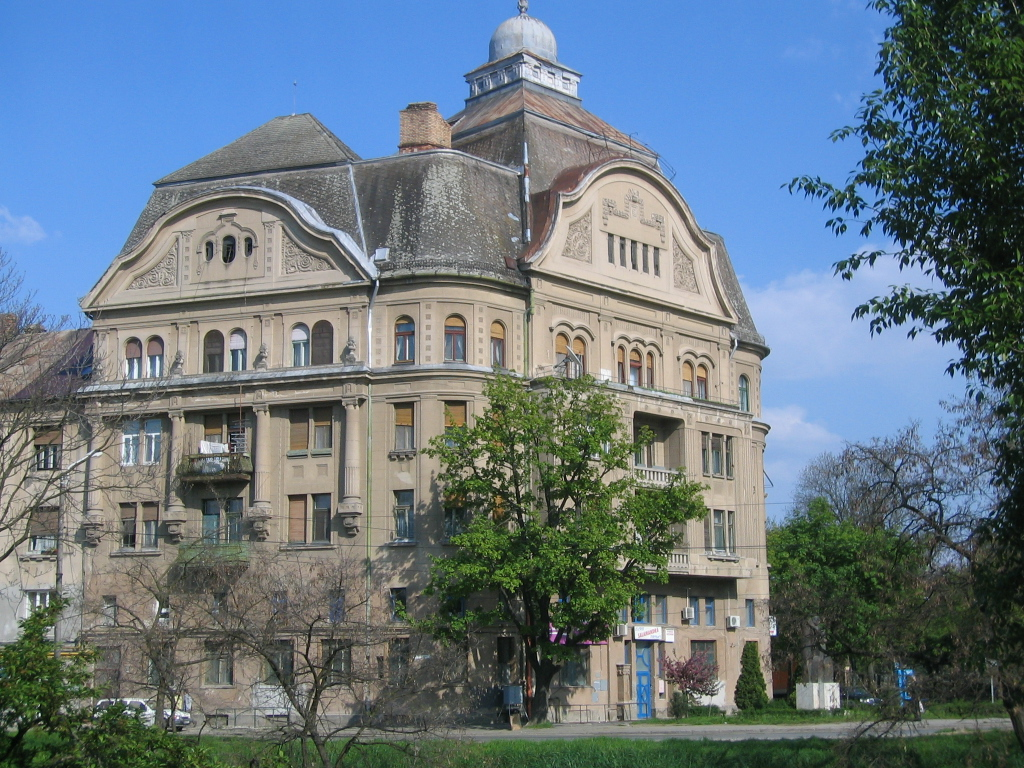
Schwimmbad Neptun (Baia Publică Neptun)
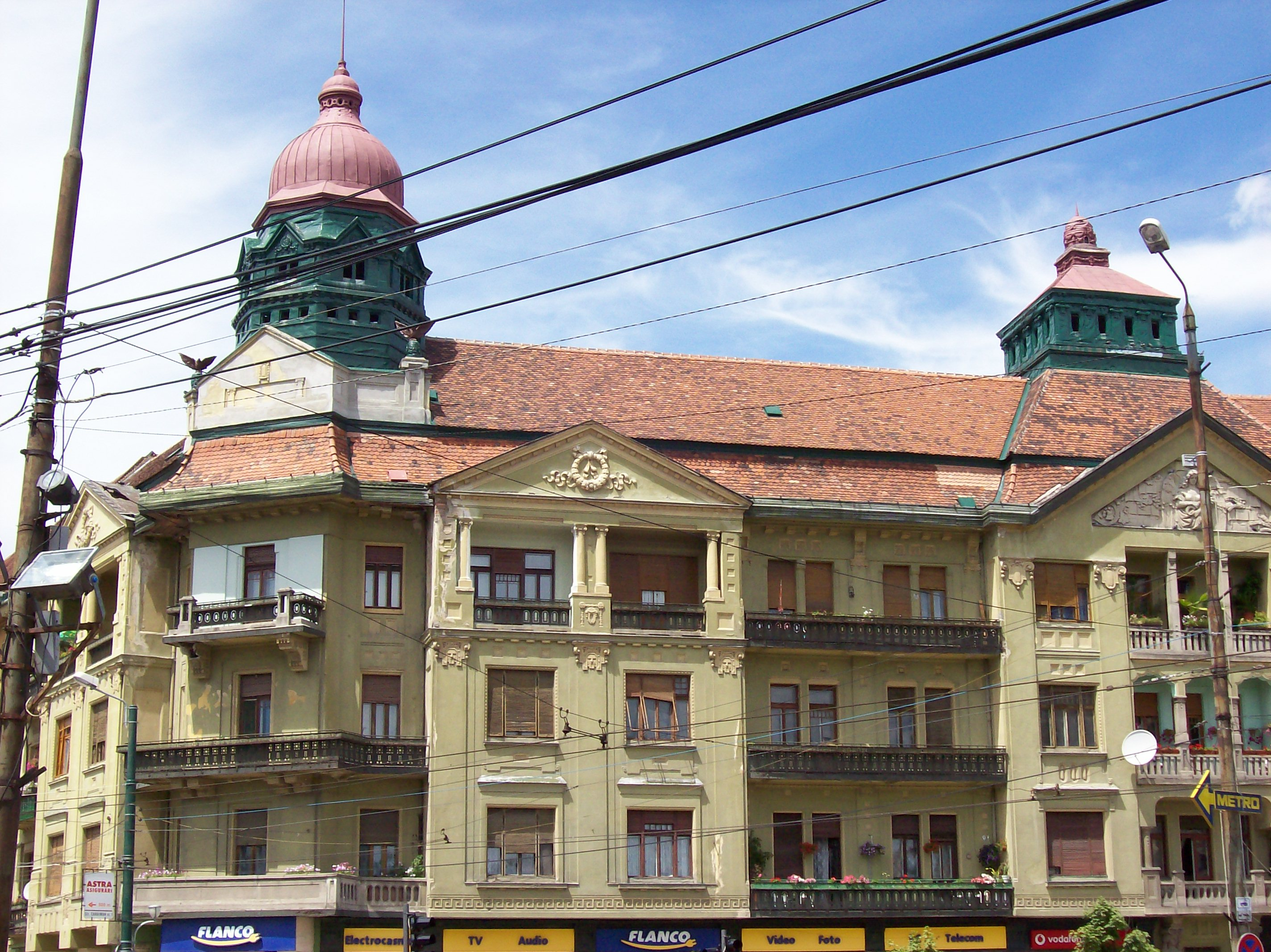
Palais Széchényi
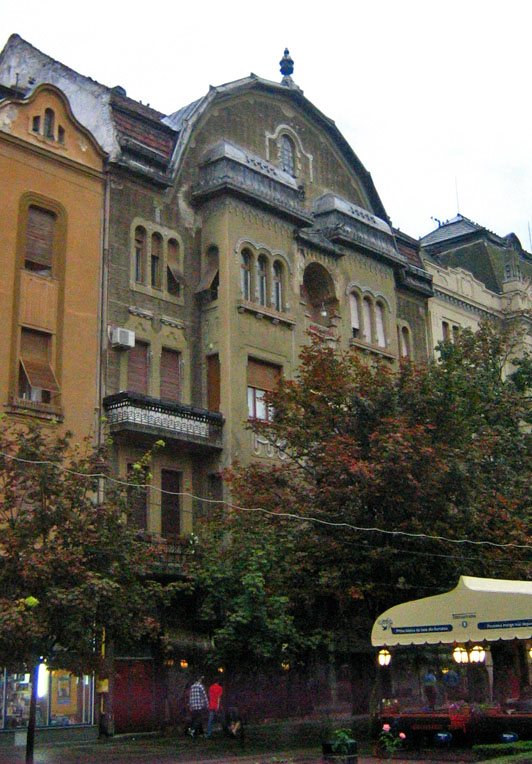
Palais Neuhaus
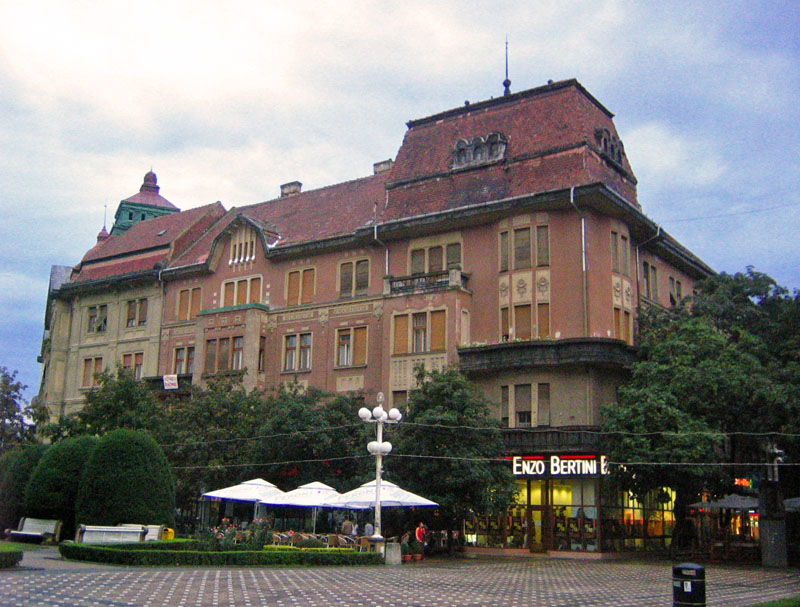
Palais Hilt-Vogel in Timişoara
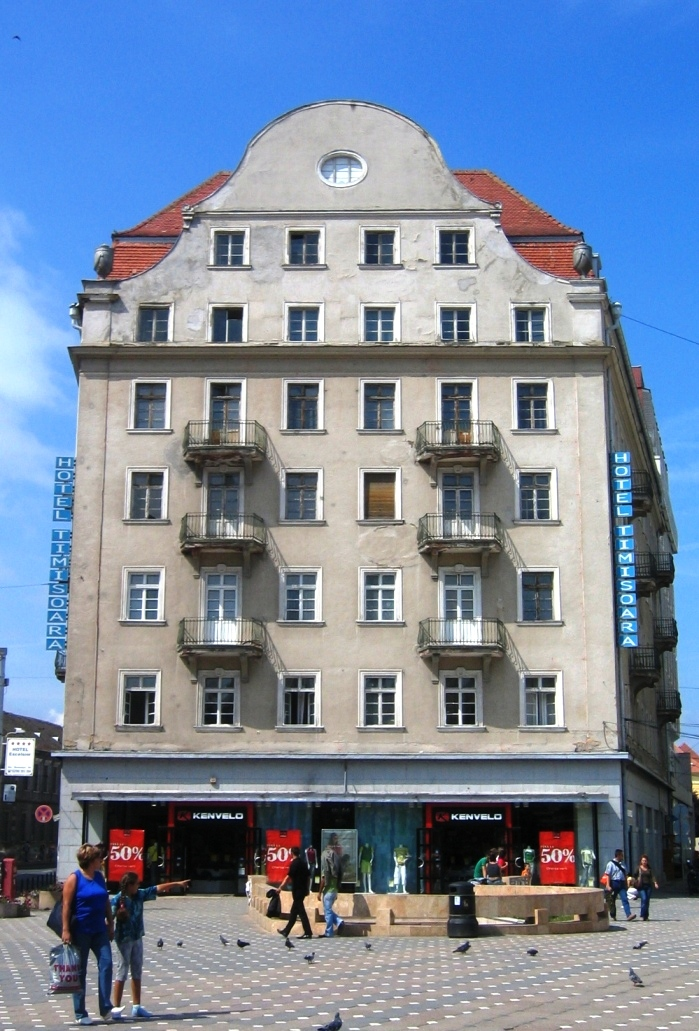
Hotel Timişoara
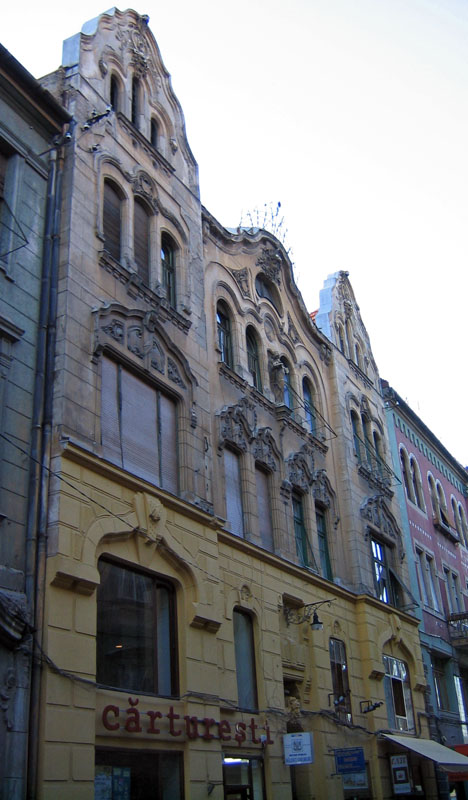
Haus Emmer
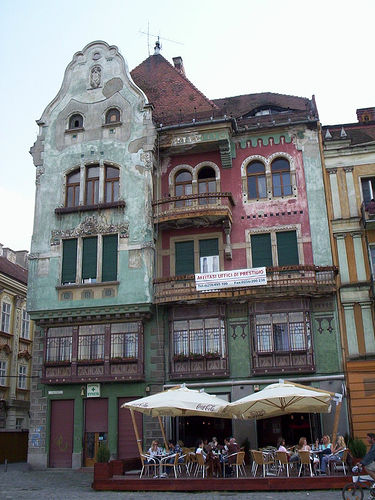
Haus Brück

## Ehrungen
- Am 25. Juni 2002 wurde László Székely posthum der Titel Ehrenbürger der Stadt Timișoara verliehen.